# Neighborhood Playhouse
Neighborhood Playhouse School of Theatre er en skuespillerskole i New York City. Skuespillerskolen bliver ofte forbundet med Meisner-teknikken, der blev grundlagt af Sanford Meisner.